# Hall of Fame Open
Hall of Fame Open är en tennisturnering för herrar som spelas årligen sedan 1976 på International Tennis Hall of Fame i Newport, Rhode Island, USA. Den ingår i kategorin 250 Series på ATP-touren och spelas utomhus på gräs, som den sista turneringen för säsongen där underlaget är gräs.

## Resultat

### Singel
| År   | Mästare                                  | Finalist                                 | Resultat                                 |
| ---- | ---------------------------------------- | ---------------------------------------- | ---------------------------------------- |
| 1976 | Vijay Amritraj                           | Brian Teacher                            | 6–3, 4–6, 6–3, 6–1                       |
| 1977 | Tim Gullikson                            | Hank Pfister                             | 6–4, 6–4, 5–7, 6–2                       |
| 1978 | Bernard Mitton                           | John James                               | 6–1, 3–6, 7–6                            |
| 1979 | Brian Teacher                            | Stan Smith                               | 1–6, 6–3, 6–4                            |
| 1980 | Vijay Amritraj                           | Andrew Pattison                          | 6–1, 5–7, 6–3                            |
| 1981 | Johan Kriek                              | Hank Pfister                             | 3–6, 6–3, 7–5                            |
| 1982 | Hank Pfister                             | Mike Estep                               | 6–1, 7–5                                 |
| 1983 | John Fitzgerald                          | Scott Davis                              | 2–6, 6–1, 6–3                            |
| 1984 | Vijay Amritraj                           | Tim Mayotte                              | 3–6, 6–4, 6–4                            |
| 1985 | Tom Gullikson                            | John Sadri                               | 6–3, 7–5                                 |
| 1986 | Bill Scanlon                             | Tim Wilkison                             | 7–5, 6–4                                 |
| 1987 | Dan Goldie                               | Sammy Giammalva, Jr.                     | 6–7, 6–4, 6–4                            |
| 1988 | Wally Masur                              | Brad Drewett                             | 6–2, 6–1                                 |
| 1989 | Jim Pugh                                 | Peter Lundgren                           | 6–4, 4–6, 6–2                            |
| 1990 | Pieter Aldrich                           | Darren Cahill                            | 7–6, 1–6, 6–1                            |
| 1991 | Bryan Shelton                            | Javier Frana                             | 3–6, 6–4, 6–4                            |
| 1992 | Bryan Shelton                            | Alex Antonitsch                          | 6–4, 6–4                                 |
| 1993 | Greg Rusedski                            | Javier Frana                             | 7–5, 6–7(7–9), 7–6(7–5)                  |
| 1994 | David Wheaton                            | Todd Woodbridge                          | 6–4, 3–6, 7–6(7–5)                       |
| 1995 | David Prinosil                           | David Wheaton                            | 7–6(7–3), 5–7, 6–2                       |
| 1996 | Nicolas Pereira                          | Grant Stafford                           | 4–6, 6–4, 6–4                            |
| 1997 | Sargis Sargsian                          | Brett Steven                             | 7–6(7–0), 4–6, 7–5                       |
| 1998 | Leander Paes                             | Neville Godwin                           | 6–3, 6–2                                 |
| 1999 | Chris Woodruff                           | Kenneth Carlsen                          | 6–7(5–7), 6–4, 6–4                       |
| 2000 | Peter Wessels                            | Jens Knippschild                         | 7–6(7–3), 6–3                            |
| 2001 | Neville Godwin                           | Martin Lee                               | 6–1, 6–4                                 |
| 2002 | Taylor Dent                              | James Blake                              | 6–1, 4–6, 6–4                            |
| 2003 | Robby Ginepri                            | Jürgen Melzer                            | 6–4, 6–7(3–7), 6–1                       |
| 2004 | Greg Rusedski                            | Alexander Popp                           | 7–6(7–5), 7–6(7–2)                       |
| 2005 | Greg Rusedski                            | Vince Spadea                             | 7–6(7–3), 2–6, 6–4                       |
| 2006 | Mark Philippoussis                       | Justin Gimelstob                         | 6–3, 7–5                                 |
| 2007 | Fabrice Santoro                          | Nicolas Mahut                            | 6–4, 6–4                                 |
| 2008 | Fabrice Santoro                          | Prakash Amritraj                         | 6–3, 7–5                                 |
| 2009 | Rajeev Ram                               | Sam Querrey                              | 6–7(3–7), 7–5, 6–3                       |
| 2010 | Mardy Fish                               | Olivier Rochus                           | 5–7, 6–3, 6–4                            |
| 2011 | John Isner                               | Olivier Rochus                           | 6–3, 7–6(8–6)                            |
| 2012 | John Isner (2)                           | Lleyton Hewitt                           | 7–6(7–1), 6–4                            |
| 2013 | Nicolas Mahut                            | Lleyton Hewitt                           | 5–7, 7–5, 6–3                            |
| 2014 | Lleyton Hewitt                           | Ivo Karlović                             | 6–3, 6–7(4–7), 7–6(7–3)                  |
| 2015 | Rajeev Ram (2)                           | Ivo Karlović                             | 7–6(7–5), 5–7, 7–6(7–2)                  |
| 2016 | Ivo Karlović                             | Gilles Müller                            | 6–7(2–7), 7–6(7–5), 7–6(14–12)           |
| 2017 | John Isner (3)                           | Matthew Ebden                            | 6–3, 7–6(7–4)                            |
| 2018 | Steve Johnson                            | Ramkumar Ramanathan                      | 7–5, 3–6, 6–2                            |
| 2019 | John Isner (4)                           | Alexander Bublik                         | 7–6(7–2), 6–3                            |
| 2020 | Hölls inte på grund av covid-19-pandemin | Hölls inte på grund av covid-19-pandemin | Hölls inte på grund av covid-19-pandemin |
| 2021 | Kevin Anderson                           | Jenson Brooksby                          | 7–6(10–8), 6–4                           |

### Dubbel
| År   | Mästare                                  | Finalister                                | Resultat                                 |
| ---- | ---------------------------------------- | ----------------------------------------- | ---------------------------------------- |
| 1977 | Ismail El Shafei Brian Fairlie           | Tim Gullikson Tom Gullikson               | 6–7, 6–3, 7–6                            |
| 1978 | Tim Gullikson Tom Gullikson              | Colin Dibley Bob Giltinan                 | 6–4, 6–4                                 |
| 1979 | Bob Lutz Stan Smith                      | John James Chris Kachel                   | 6–4, 7–6                                 |
| 1980 | Andrew Pattison Butch Walts              | Fritz Buehning Peter Rennert              | 7–6, 6–4                                 |
| 1981 | Brad Drewett Erik Van Dillen             | Kevin Curren Billy Martin                 | 6–2, 6–4                                 |
| 1982 | Andy Andrews John Sadri                  | Syd Ball Rod Frawley                      | 3–6, 7–6, 7–5                            |
| 1983 | Vijay Amritraj John Fitzgerald           | Tim Gullikson Tom Gullikson               | 6–3, 6–4                                 |
| 1984 | David Graham Laurie Warder               | Ken Flach Robert Seguso                   | 6–4, 7–6                                 |
| 1985 | Peter Doohan Sammy Giammalva, Jr.        | Paul Annacone Christo Van Rensburg        | 6–1, 6–3                                 |
| 1986 | Vijay Amritraj Tim Wilkison              | Eddie Edwards Francisco González          | 4–6, 7–5, 7–6                            |
| 1987 | Dan Goldie Larry Scott                   | Chip Hooper Mike Leach                    | 1–6, 6–3, 7–5                            |
| 1988 | Kelly Jones Peter Lundgren               | Scott Davis Dan Goldie                    | 6–3, 7–6                                 |
| 1989 | Patrick Galbraith Brian Garrow           | Neil Broad Stefan Kruger                  | 2–6, 7–5, 6–3                            |
| 1990 | Darren Cahill Mark Kratzmann             | Todd Nelson Bryan Shelton                 | 7–6, 6–2                                 |
| 1991 | Gianluca Pozzi Brett Steven              | Javier Frana Bruce Steel                  | 6–4, 6–4                                 |
| 1992 | Royce Deppe David Rikl                   | Paul Annacone David Wheaton               | 6–4, 6–4                                 |
| 1993 | Javier Frana Christo van Rensburg        | Byron Black Jim Pugh                      | 4–6, 6–1, 7–6                            |
| 1994 | Alex Antonitsch Greg Rusedski            | Kent Kinnear David Wheaton                | 6–4, 3–6, 6–4                            |
| 1995 | Joern Renzenbrink Markus Zoecke          | Paul Kilderry Nuno Marques                | 6–1, 6–2                                 |
| 1996 | Marius Barnard Piet Norval               | Paul Kilderry Michael Tebbutt             | 6–7, 6–4, 6–4                            |
| 1997 | Justin Gimelstob Brett Steven            | Kent Kinnear Aleksandar Kitinov           | 6–3, 6–4                                 |
| 1998 | Doug Flach Sandon Stolle                 | Scott Draper Jason Stoltenberg            | 6–2, 4–6, 7–6                            |
| 1999 | Wayne Arthurs Leander Paes               | Sargis Sargsian Chris Woodruff            | 6–7, 7–6, 6–3                            |
| 2000 | Jonathan Erlich Harel Levy               | Kyle Spencer Mitch Sprengelmeyer          | 7–6(7–2), 7–5                            |
| 2001 | Bob Bryan Mike Bryan                     | André Sá Glenn Weiner                     | 6–3, 7–5                                 |
| 2002 | Bob Bryan Mike Bryan                     | Jürgen Melzer Alexander Popp              | 7–5, 6–3                                 |
| 2003 | Jordan Kerr David Macpherson             | Julian Knowle Jürgen Melzer               | 7–6(7–4), 6–3                            |
| 2004 | Jordan Kerr Jim Thomas                   | Gregory Carraz Nicolas Mahut              | 6–3, 6–7(5–7), 6–3                       |
| 2005 | Jordan Kerr Jim Thomas                   | Graydon Oliver Travis Parrott             | 7–6(7–5), 7–6(7–5)                       |
| 2006 | Robert Kendrick Jürgen Melzer            | Jeff Coetzee Justin Gimelstob             | 7–6(7–3), 6–0                            |
| 2007 | Jordan Kerr Jim Thomas                   | Nathan Healey Igor Kunitsyn               | 6–3, 7–5                                 |
| 2008 | Mardy Fish John Isner                    | Rohan Bopanna Aisam-ul-Haq Qureshi        | 6–4, 7–6(7–1)                            |
| 2009 | Jordan Kerr Rajeev Ram                   | Michael Kohlmann Rogier Wassen            | 6–7(6–8), 7–6(7–9), [10–6]               |
| 2010 | Carsten Ball Chris Guccione              | Santiago González Travis Rettenmaier      | 6–3, 6–4                                 |
| 2011 | Matthew Ebden Ryan Harrison              | Johan Brunström Adil Shamasdin            | 4–6, 6–3, [10–5]                         |
| 2012 | Santiago González Scott Lipsky           | Colin Fleming Ross Hutchins               | 7–6(7–3), 6–3                            |
| 2013 | Nicolas Mahut Édouard Roger-Vasselin     | Tim Smyczek Rhyne Williams                | 6–7(4–7), 6–2, [10–5]                    |
| 2014 | Chris Guccione Lleyton Hewitt            | Jonathan Erlich Rajeev Ram                | 7–5, 6–4                                 |
| 2015 | Jonathan Marray Aisam-ul-Haq Qureshi     | Nicholas Monroe Mate Pavić                | 4–6, 6–3, [10–8]                         |
| 2016 | Sam Groth Chris Guccione                 | Jonathan Marray Adil Shamasdin            | 6–4, 6–3                                 |
| 2017 | Aisam-ul-Haq Qureshi Rajeev Ram          | Matt Reid John-Patrick Smith              | 6–4, 4–6, [10–7]                         |
| 2018 | Jonathan Erlich Artem Sitak              | Marcelo Arévalo Miguel Ángel Reyes-Varela | 6–1, 6–2                                 |
| 2019 | Marcel Granollers Sergiy Stakhovsky      | Marcelo Arévalo Miguel Ángel Reyes-Varela | 6–7(10–12), 6–4, [13–11]                 |
| 2020 | Hölls inte på grund av covid-19-pandemin | Hölls inte på grund av covid-19-pandemin  | Hölls inte på grund av covid-19-pandemin |
| 2021 | William Blumberg Jack Sock               | Austin Krajicek Vasek Pospisil            | 6–2, 7–6(7–3)                            |